# Loizos Loizou
Loizos Loizou (tiếng Hy Lạp: Λοΐζος Λοΐζου; sinh ngày 18 tháng 7 năm 2003) là một cầu thủ bóng đá Síp hiện đang thi đấu ở vị trí tiền vệ cánh cho câu lạc bộ Heerenveen tại Eredivisie, theo dạng cho mượn từ Omonia.

## Sự nghiệp thi đấu
Vào tháng 1 năm 2024, Loizou gia nhập câu lạc bộ Heerenveen tại Eredivisie theo dạng cho mượn trong phần còn lại của mùa giải.

## Thống kê sự nghiệp

### Câu lạc bộ
Tính đến 28 tháng 5 năm 2023
| Câu lạc bộ          | Mùa giải            | Giải đấu                   | Giải đấu | Giải đấu | Cúp  | Cúp | Châu lục | Châu lục | Khác | Khác | Tổng cộng | Tổng cộng |
| Câu lạc bộ          | Mùa giải            | Hạng                       | Trận     | Bàn      | Trận | Bàn | Trận     | Bàn      | Trận | Bàn  | Trận      | Bàn       |
| ------------------- | ------------------- | -------------------------- | -------- | -------- | ---- | --- | -------- | -------- | ---- | ---- | --------- | --------- |
| Omonia              | 2018–19             | Giải bóng đá hạng nhất Síp | 2        | 0        | —    | —   | —        | —        | —    | —    | 2         | 0         |
| Omonia              | 2019–20             | Giải bóng đá hạng nhất Síp | 1        | 1        | 1    | 0   | —        | —        | —    | —    | 2         | 1         |
| Omonia              | 2020–21             | Giải bóng đá hạng nhất Síp | 27       | 2        | 2    | 0   | 7        | 0        | —    | —    | 36        | 2         |
| Omonia              | 2021–22             | Giải bóng đá hạng nhất Síp | 28       | 4        | 6    | 1   | 12       | 2        | 0    | 0    | 46        | 7         |
| Omonia              | 2022–23             | Giải bóng đá hạng nhất Síp | 33       | 4        | 6    | 1   | 4        | 0        | 0    | 0    | 43        | 5         |
| Omonia              | Tổng cộng           | Tổng cộng                  | 91       | 11       | 15   | 2   | 23       | 2        | 0    | 0    | 129       | 15        |
| Tổng cộng sự nghiệp | Tổng cộng sự nghiệp | Tổng cộng sự nghiệp        | 91       | 11       | 15   | 2   | 23       | 2        | 0    | 0    | 129       | 15        |

## Bàn thắng quốc tế
Tỷ số và kết quả liệt kê bàn thắng đầu tiên của Síp, cột điểm cho biết điểm số sau mỗi bàn thắng của Loizou.
| #  | Thời gian           | Địa điểm                | Đối thủ      | Ghi bàn | Kết quả | Giải đấu |
| -- | ------------------- | ----------------------- | ------------ | ------- | ------- | -------- |
| 1. | 7 tháng 10 năm 2020 | AEK Arena, Larnaca, Síp | Cộng hòa Séc | 1–1     | 1–2     | Giao hữu |

## Danh hiệu
Omonia
- Giải bóng đá hạng nhất Síp: 2020–21
- Cúp bóng đá Síp: 2021–22, 2022–23
- Siêu cúp bóng đá Síp: 2021

Cá nhân
- Cầu thủ trẻ xuất sắc nhất Giải bóng đá hạng nhất Síp: 2020–21[4]
- Đội hình tiêu biểu của Giải bóng đá hạng nhất Síp: 2020–21[5]